# Ајрес (Торино)
Ајрес (итал. Aires) је насеље у Италији у округу Торино, региону Пијемонт.
Према процени из 2011. у насељу је живело 13 становника. Насеље се налази на надморској висини од 789 м.